# 海南崖爬藤
海南崖爬藤（学名：Tetrastigma papillatum）是葡萄科崖爬藤属的植物，是中国的特有植物。分布于中国大陆的海南、广西、贵州等地，生长于海拔400米至700米的地区，多生于山谷林中，目前尚未由人工引种栽培。